# Bādkulla
Bādkulla är en ort i Indien.   Den ligger i distriktet Nadia och delstaten Västbengalen, i den östra delen av landet, 1 300 km sydost om huvudstaden New Delhi. Bādkulla ligger 20 meter över havet och antalet invånare är 39 700.
Terrängen runt Bādkulla är mycket platt. Runt Bādkulla är det mycket tätbefolkat, med 1 095 invånare per kvadratkilometer. Närmaste större samhälle är Shāntipur, 11,8 km sydväst om Bādkulla. Trakten runt Bādkulla består till största delen av jordbruksmark.